# Endovelicus
În mitologia lusitană, Endovelicus este zeul suprem, un zeu al sănătății și al prosperității, animalul asociat acestuia fiind porcul mistreț. După cucerirea acestor teritorii de către romani, cultul său a fost integrat și în mitologia romană.
Numele lui provine din cuvântul celtic "Andevellicos", însemnând "foarte bun". Endovelicus era în același timp și un zeu solar, un simbol al vitalității, al energiei soarelui. Se spunea că cine doarme în sanctuarul lui va primi informații despre viitor și sfaturi de la zeu. Endovelicus era protector asupra regiunilor și orașelor în care oamenii îl venerau.
Cultul lui Endovelicus s-a dezvoltat în special în Portugalia și în sudul Spaniei, în provincia Betica. În Portugalia, la São Miguel da Mota (regiunea Alentejo), există un templu care îi este dedicat.